# Oranje citroenkorst
Oranje citroenkorst (Variospora dolomiticola) is een korstmos uit de familie Teloschistaceae. Hij komt voor op steen. Het is een kenmerkende soort voor harde kalksteen op onbeschutte plekken. Zeldzame soort op grafstenen en oude muren, algemeen op kalksteenblokken op IJsselmeer- en rivierdijken.

## Determinatie
Oranje citroenkorst is een korstvormig korstmos met bobbelig tot gebarsten, geel tot oranje thallus. Het thallus is dun, zwak-geareoleerd en deels in het substraat verzonken. De lobben zijn berijpt en veel breder dan hoog. Apotheciën zijn oranje met een donker gele rand, en regelmatig aanwezig. De thallusrand is lichter dan de apothecia. Kenmerkende soort voor harde kalksteen op onbeschutte plekken. Na reactie met K+ kleurt het thallus en apotheciën hij rood. De ascosporen zijn citroenvormig.
De sporen zijn hyaliene, polair 2-cellig. Het septum puilt naar buiten en heeft de afmetingen 10–16 × 7–12 µm.
Hij lijkt op betoncitroenkorst (Caloplaca flavovirescens), die meer groengeel is en een veel dunner en een meer ingezonken thallus heeft.

## Verspreiding
In Nederland komt hij vrij algemeen voor. Hij is niet bedreigd en staat niet op de rode lijst.